# Френк Мір
Франци́ско Са́нтос Мір III (англ. Francisco Santos Mir III; *24 травня 1979, Лас-Вегас, Невада, США) — американський спортсмен, греплер і борець бразильського дзюдзюцу, спеціаліст зі змішаних бойових мистецтв. Чемпіон світу зі змішаних бойових мистецтв у важкій ваговій категорії за версією UFC (2004 – 2005 роки). Тимчасовий чемпіон світу зі змішаних бойових мистецтв у важкій ваговій категорії за версією UFC (2008 – 2009 роки).
Є знавцем бразильського дзюдзюцу (чорний пояс) і карате кенпо (чорний пояс).
Бійцівський стиль Міра характеризується, по-перше, високого рівня навичками боротьби в партері, що відображено у статистиці бійця (значна частина перемог — підкоренням), і, по-друге, потужним ударним потенціалом, який Френк розкрив у пізній стадії своєї кар'єри.
Ефектно завершені Міром больові прийоми в межах чемпіонату UFC були тричі відзначені преміями «Підкорення вечора» (в боях проти Роберту Травіна, Брока Леснара та Антоніу Родріґу Ноґейри).

## Кар'єра

### Боротьба і комплексні єдиноборства
Спортивною базою Френка Міра є американська боротьба та бразильське дзюдзюцу, з яких він починав свою кар'єру. У 1998 році Мір виграв чемпіонат штату Невада з американської боротьби, після чого зосередився на вивченні технік боротьби на підкорення. У 2001 році виграв Панамериканський чемпіонат із бразильського дзюдзюцу серед синіх поясів за версією IBJJF, у 2007 році посів перше місце на Північноамериканському чемпіонаті з греплінгу за версією NAGA.

### Змішані бойові мистецтва
Професійну кар'єру бійця змішаного стилю, починаючи з третього бою і завершуючи останнім, Френк Мір провів у Абсолютному бійцівському чемпіонаті (скор. англ. UFC).
У 2004 році Френком був завойований титул чемпіона світу, що доти належав Тіму Сильвії (в бою Мір зламав Сильвії руку, застосувавши заломлення ліктьового суглоба). Невдовзі, отримавши важку травму ноги у автокатастрофі, Мір змушений був відмовитись від чемпіонського трофею, який не мав змоги відстоювати.
У 2008 році, в період розділеного чемпіонства у важкій ваговій категорії UFC, Мір завоював титул тимчасового чемпіона світу, здолавши Антоніу Родріґу Ноґейру. Після повернення діючого чемпіона, Брока Леснара, відбувся бій за об'єднання титулів, який Френк програв.
Четвертий титульний бій в кар'єрі Френка Міра припав на 2010 рік. В бою за тимчасовий титул із Шейном Карвіном, претендентом №1, Мір зазнав поразки нокаутом.
Навесні 2012 року Френк Мір уп'яте змагався за титул чемпіона світу, цього разу проти діючого чемпіона Жуніура дус Сантуса. У другому раунді поєдинку Мір зазнав поразки технічним нокаутом.

## Статистика в змішаних бойових мистецтвах
| Результат | Противник               | Спосіб                                        | Раунд | Час  | Дата              | Місце                          | Подія                       | Примітки |
| --------- | ----------------------- | --------------------------------------------- | ----- | ---- | ----------------- | ------------------------------ | --------------------------- | --- |
| Поразка   | Алістар Оверім          | Рішення суддів (одностайне)                   | 3     | 5:00 | 1 лютого 2014     | Ньюарк, США                    | «UFC 169»                   | |
| Поразка   | Джош Барнетт            | Технічний нокаут (удар коліном)               | 1     | 1:56 | 31 серпня 2013    | Мілвокі, Вісконсин, США        | «UFC 164»                   | |
| Поразка   | Деніел Корм'є           | Рішення суддів (одностайне)                   | 3     | 5:00 | 20 квітня 2013    | Сан-Хосе, Каліфорнія, США      | «UFC on Fox 7»              | |
| Поразка   | Жуніур дус Сантус       | Технічний нокаут (удари кулаками)             | 2     | 3:04 | 26 травня 2012    | Лас-Вегас, США                 | «UFC 146»                   | Бій за титул чемпіона у важкій ваговій категорії.                                                                      |
| Перемога  | Антоніу Родріґу Ноґейра | Підкорення (больовий прийом на руку)          | 1     | 3:38 | 10 грудня 2011    | Торонто, Онтаріо, Канада       | «UFC 140»                   | Виграв премію «Підкорення вечора».                                                                                     |
| Перемога  | Рой Нельсон             | Рішення суддів (одностайне)                   | 3     | 5:00 | 28 травня 2011    | Лас-Вегас, Невада, США         | «UFC 130»                   | |
| Перемога  | Мірко Філіпович         | Нокаут (удар коліном)                         | 3     | 4:02 | 25 вересня 2010   | Індіанаполіс, Індіана, США     | «UFC 119»                   | |
| Поразка   | Шейн Карвін             | Нокаут (удари кулаками)                       | 1     | 3:48 | 27 березня 2010   | Ньюарк, Нью-Джерсі, США        | «UFC 111»                   | Бій за титул тимчасового чемпіона у важкій ваговій категорії.                                                          |
| Перемога  | Чейк Конго              | Технічне підкорення (удушення руками)         | 1     | 1:12 | 12 грудня 2009    | Мемфіс, Теннессі, США          | «UFC 107»                   | |
| Поразка   | Брок Леснар             | Технічний нокаут (удари кулаками)             | 2     | 1:48 | 11 липня 2009     | Лас-Вегас, Невада, США         | «UFC 100»                   | Бій за титул виключного чемпіона у важкій ваговій категорії.                                                           |
| Перемога  | Антоніу Родріґу Ноґейра | Технічний нокаут (удари кулаками)             | 2     | 1:51 | 27 грудня 2008    | Лас-Вегас, Невада, США         | «UFC 92»                    | Виграв титул тимчасового чемпіона у важкій ваговій категорії.                                                          |
| Перемога  | Брок Леснар             | Підкорення (больовий прийом на ногу)          | 1     | 1:30 | 2 лютого 2008     | Лас-Вегас, Невада, США         | «UFC 81»                    | Виграв премію «Підкорення вечора».                                                                                     |
| Перемога  | Ентоні Хардонк          | Підкорення (больовий прийом на руку)          | 1     | 1:17 | 25 серпня 2007    | Лас-Вегас, Невада, США         | «UFC 74»                    | |
| Поразка   | Брендон Вера            | Технічний нокаут (удари кулаками)             | 1     | 1:09 | 18 листопада 2006 | Сакраменто, Каліфорнія, США    | «UFC 65»                    | |
| Перемога  | Деніел Крістісон        | Рішення суддів (одностайне)                   | 3     | 5:00 | 8 липня 2006      | Лас-Вегас, Невада, США         | «UFC 61»                    | |
| Поразка   | Марсіу Круз             | Технічний нокаут (удари кулаками)             | 1     | 4:10 | 4 лютого 2006     | Лас-Вегас, Невада, США         | «UFC 57»                    | |
| Перемога  | Тім Сильвія             | Технічне підкорення (больовий прийом на руку) | 1     | 0:50 | 19 червня 2004    | Лас-Вегас, Невада, США         | «UFC 48»                    | Виграв вакантний титул чемпіона у важкій ваговій категорії. У 2005 році залишив титул через неможливість його захисту. |
| Перемога  | Уеслі Сімс              | Нокаут (удари руками)                         | 2     | 4:21 | 31 січня 2004     | Лас-Вегас, Невада, США         | «UFC 46»                    | |
| Перемога  | Уеслі Сімс              | Дискваліфікація                               | 1     | 2:55 | 6 червня 2003     | Лас-Вегас, Невада, США         | «UFC 43»                    | Сімс був дискваліфікований за порушення правил нанесення ударів в партері.                                             |
| Перемога  | Танк Ебботт             | Підкорення (больовий прийом на ногу)          | 1     | 0:46 | 28 лютого 2003    | Атлантик-Сіті, Нью-Джерсі, США | «UFC 41»                    | |
| Поразка   | Іен Фрімен              | Технічний нокаут (удари кулаками)             | 1     | 4:35 | 13 липня 2002     | Лондон, Англія, ВБ             | «UFC 38»                    | |
| Перемога  | Піт Уільямс             | Підкорення (больовий прийом на руку)          | 1     | 0:46 | 22 березня 2002   | Лас-Вегас, Невада, США         | «UFC 36»                    | |
| Перемога  | Роберту Травін          | Підкорення (больовий прийом на руку)          | 1     | 1:05 | 2 листопада 2001  | Лас-Вегас, Невада, США         | «UFC 34»                    | Виграв премію «Підкорення вечора».                                                                                     |
| Перемога  | Деніел Куінн            | Підкорення (удушення ногами)                  | 1     | 2:15 | 31 серпня 2001    | Оровілл, Каліфорнія, США       | «IFC Warriors Challenge 15» | |
| Перемога  | Жером Сміт              | Рішення суддів (одностайне)                   | 2     | 5:00 | 14 липня 2001     | Евансвілл, Індіана, США        | «H'n'S: Showdown»           | |